# Teruyuki Okazaki
Teruyuki Okazaki (Fukuoka, 22 giugno 1931 – Filadelfia, 21 aprile 2020) è stato un karateka, maestro di karate e dirigente sportivo giapponese.
Cintura nera, maestro di karate nello stile Shotokan, fu fondatore, presidente e principale istruttore della International Shotokan Karate Federation (ISKF).

## Biografia
Okazaki nacque nella prefettura di Fukuoka in Giappone. Da piccolo praticò judo, kendo e aikido. A scuola dimostrò di essere un bambino prodigio, tanto da essere ammesso appena sedicenne all'Università di Takushoku, dove tra l'altro scoprì il karate: ebbe per maestri Gichin Funakoshi (fondatore di Shotokan) e Masatoshi Nakayama. 
Nel 1953 Okazaki, a 22 anni, si laureò e divenne immediatamente allenatore del team Takushoku. Nello stesso anno fu scelto quale "test case" del programma di formazione per gli istruttori JKA , che era ancora in fase di formulazione. Nel 1955 fu nominato responsabile del programma, che produsse alcuni tra gli esponenti più completi del moderno Shotokan, come Takayuki Mikami, Takaura Eiji e Hirokazu Kanazawa.
Nel 1961 si recò negli USA, col proposito di rimanere solo sei mesi, ma finì poi per stabilirsi definitivamente a Filadelfia. 
Nel 1977 Okazaki fondò la Federazione Internazionale di Karate Shotokan.
Okazaki è morto all'età di ottantotto anni a Filadelfia il 21 aprile 2020 a causa delle complicazioni da Covid-19.